# Daênâs sogdiennes
Le dessin « Daênâs sogdiennes » (anglais : Sogdian Daēnās), aussi connu comme « Divinités sogdiennes » (anglais : Sogdian Deities; chinois traditionnel : 粟特神祇白畫) ou « Deux divinités féminines », est une peinture monochrome découverte par Paul Pelliot aux grottes de Mogao, qui se trouve actuellement[Depuis quand ?] dans la Bibliothèque nationale de France. Il a été peint au Xe siècle (fin de la dynastie Tang et la période des Cinq Dynasties et des Dix Royaumes) et est probablement associée au culte zoroastrien des Sogdiens. L’historien Zhang Guangda (zh) voit dans les dépenses de « papier à image » en rapport avec le culte mazdéen des feuilles « de papier pour peindre les divinités mazdéennes destinées au saixian », cette peinture en serait un exemple.

## Description
Les deux dames, assises face-à-face, la tête ceinte d’une auréole. Les deux sont représentées avec divers attributs : la dame à gauche, qui est assise sur un trône rectangulaire soutenu par une rangée de pétales de lotus, tient une coupe et un chien sur un plateau. Celle de droite est assise sur un chien ou loup, elle à quatre bras, les deux supérieurs soutenant les disques du soleil et de la lune, les deux inférieurs tenant un scorpion et un serpent. Les deux femmes portent une coiffure caractéristique, surmontée d’une sorte de bulbe (ou en forme de pêche) qui ne paraît pas chinoise.

## Analyses

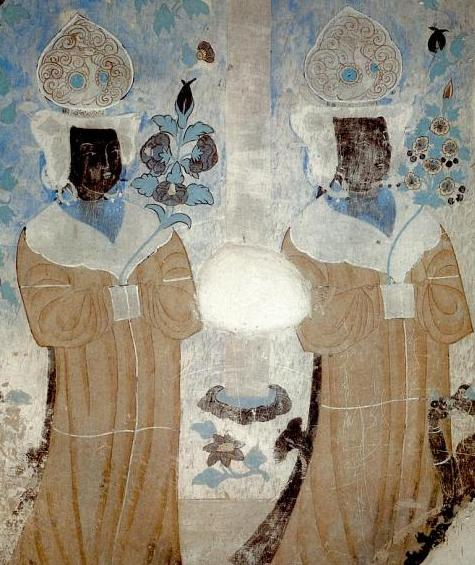
Les dames ouïghoures portent la même coiffure, Xe siècle.

La peinture avait été publiée dans l’ouvrage The Line Drawing of Dunhuang de Jao Tsung-i en 1978, mais n’a suscité l’intérêt des chercheurs depuis qu’il était affiché dans l’exposition Serinde en 1995.
La coiffure en forme de pêche ressemble à la coiffure de la princesse ouïghoure. Le vêtement de celle de gauche, tout au moins, ne semble pas correspondre à la mode chinoise de l’époque. Les deux divinités représentées sont l’expression de croyances étrangères.
Selon Jiang Boqin, un professeur de l’Université Sun-Yat-sen, c’est une peinture zoroastrienne, et la dame à quatre bras est une déesse sogdienne ou zoroastrienne dont le nom est Nanā, la déesse originaire de Mésopotamie. L’historien Zhang Guangda croit que la femme à gauche représente Daênâ, celle de droite représente Daēva. Jiang Boqin d’accord avec Zhang Guangda que la femme à gauche étant Daênâ, mais il a déterminé que celle à droite est la déesse Nanā.